# Genotípus-gyakoriság
A populációgenetikában a genotípus-gyakoriság egy adott genotípus gyakoriságát vagy arányát (0 < f < 1) adja meg egy populációban.
Gyakori jelölése:
{\displaystyle f(\mathbf {AA} )}

Lásd még: Allél-gyakoriság.
A Hardy–Weinberg-törvény bizonyos feltételek mellett megjósolja a genotípus-gyakoriságot az allél-gyakoriságokból:
{\displaystyle f(\mathbf {AA} )=p^{2}}
{\displaystyle f(\mathbf {Aa} )=2pq}
{\displaystyle f(\mathbf {aa} )=q^{2}}
A genotípus-gyakoriságot a de Finetti-háromszög segítségével szokás illusztrálni.